# Hamish
Hamish ist die schottische Form des männlichen Vornamens Jakob. Für weitere Informationen zum Namen siehe den Hauptartikel Jakob.

## Bekannte Namensträger
- Hamish Bond (* 1986), neuseeländischer Ruderer
- Hamish Carter (* 1971), neuseeländischer Triathlet
- Hamish Clark (* 1965), schottischer Schauspieler
- Hamish Fulton (* 1946), britischer Fotograf, Konzeptkünstler, Maler und Bildhauer
- Hamish Robert Haynes (* 1974), britischer Radrennfahrer
- Hamish Imlach (1940–1996), britischer Folksänger
- Hamish Linklater (* 1976), US-amerikanischer Schauspieler
- Hamish MacCunn (1868–1916), schottischer Komponist und Dirigent
- R. G. Hamish Robertson (* 1943), kanadischer experimenteller Kernphysiker
- Hamish Stuart (* 1949), schottischer Soulmusiker

## Weiteres
- Zyklon Hamish (2009), tropischer Zyklon im März 2009, siehe  Australische Zyklonsaison 2008–2009